# 侯外庐

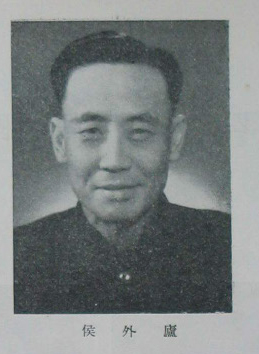
侯外庐

侯外庐（1903年2月6日—1987年9月14日），原名兆麟，又名玉枢，号外庐，人称外老，山西平遥人，中国历史学家、哲学史家，与郭沫若、范文澜、翦伯赞、吕振羽并称“马克思主义史学五老”。 侯外庐及其同事、学生被称为“侯外庐学派”。

## 生平
侯外庐1923年至1926年期间同时就读于北京法政大学法律系、北京高等师范学校历史系。1927年赴法国留学，就读于巴黎大学。期间，在成仿吾、章伯韬介绍下加入中国共产党。1930年回国后，任教于哈尔滨法政大学、北平大学、北京师范大学等校。抗日战争期间在重庆任《中苏文化》主编。1947年赴香港达德学院任教。1954年，任中国史学会第一届理事会理事。中华人民共和国成立后，曾任政务院文教委员会委员、北京师范大学历史系主任、西北大学校长、中国科学院哲学社会科学学部委员、中国社会科学院历史研究所所长等职。文革十年，侯外庐儿女都受审查，訪客都說是门可罗雀。政治上，他还是第一、二、三、五届全国人大代表，第六届全国政协常委。1987年逝世。

## 著作
他曾与王思华一同翻译《资本论》第一卷，著有《中国思想通史》、《中国古代思想学说史》、《中国古典社会史论》、《中国思想史纲》等。他还是《中国大百科全书历史卷》的负责人。